# Blepisanis magnanii
Blepisanis magnanii är en skalbaggsart som beskrevs av Sama, Rapuzzi, Rejzek, Rapuzzi och Rejzek 2007. Blepisanis magnanii ingår i släktet Blepisanis och familjen långhorningar.
Artens utbredningsområde är Iran. Inga underarter finns listade.